# Piercing
『Piercing』（ピヤーシング）は、シンガーソングライターの小袋成彬のセカンド・アルバム。2019年12月18日に、エピックレコードジャパンよりデジタル配信でリリースされた。

## 背景と制作
2019年12月13日、小袋成彬の公式SNSアカウントにて、前作からおよそ1年8か月ぶりとなる2ndアルバム『Piercing』を12月18日にリリースすることが発表された。合わせて同作収録曲「Gaia」のMVティーザー映像も公開された。Twitterで「28歳にして初めてピアスの穴を開けた」と投稿してから5か月後のことだった。
小袋は、同年2月にイギリス ロンドンに移住していた。これは小袋自身にとって様々な意味で「リフレッシュ」になったといい、また同地に移ったことで自分の発想が段々と自由になっていく感覚もあったと語った。そして、本作はその「自由な気持ち」の中で制作された。制作に際して、小袋はロンドンで10畳ほどのプライベートスタジオを約10か月間借りたという。また、1か月ほど日本に帰国しており、その期間中に日本でスタジオを借り、溜まっていたアイデアを膨らませた。その後一度ロンドンへ帰ったが、ほどなくしてロサンゼルスへ飛び、同地の音楽に刺激され、そこでまた既存の曲を削ったり曲順を変えたり、ビートを差し替えたりしたという。この時点でマスタリングの日程まで2、3日に迫っており、マスタリング当日もミックスを少し変えたりしたと語った。
本作のミキシングは小森雅仁が担当した。小袋は小森について、「日本で一番信頼してるエンジニア」と述べている。

## 音楽性
本作は、オルタナティブ・R&Bやヒップホップ、ゴスペルやアンビエントの要素を織り込んだクラシカルな音楽性が特徴となっている。1曲の中で当たり前のようにテンポが変わり、急にリズムが抜き差しされ、声や音像の遠近感が移ろっていくなどといったプロダクションも本作の大きな特色である。また、（日本で言う）合唱やデジタルクワイアにも近いヴォーカルがナチュラルに引き継がれ、現行のラップミュージックを経由した歌の像や音像が、独創的なポピュラーミュージックとしての響きをなしている。音楽ライターの渡辺裕也は、雑誌「MUSICA」のレビュー記事にて、小袋の歌唱にも引けを取らないほどのウェットな情感が込められたギター・サウンドが本作では随所で聴こえてくると述べており、「アルバム全体ではソランジュやカニエ・ウェスト、フランク・オーシャンなどを想起させる、極めて今日的なプロダクションを施しているなか、このギターが醸し出すベタな情感が際立っている」と指摘した。

## 収録曲
| #         | タイトル                        | 作詞                  | 作曲               | 時間  |
| --------- | ------------------------------- | --------------------- | ------------------ | ----- |
| 1.        | 「Night Out」                   | 小袋成彬              | 小袋成彬           | 3:15  |
| 2.        | 「Night Out 2」                 | 小袋成彬              | 小袋成彬           | 0:53  |
| 3.        | 「Turn Back」                   | 小袋成彬              | 小袋成彬           | 3:47  |
| 4.        | 「Bye」                         | 小袋成彬              | 小袋成彬           | 0:42  |
| 5.        | 「New Kids (客演：Kenn Igbi)」  | 小袋成彬 Kenn Igbi    | 小袋成彬 Kenn Igbi | 3:13  |
| 6.        | 「In The End」                  | 小袋成彬              | 小袋成彬           | 2:35  |
| 7.        | 「Snug」                        |                       | 小袋成彬           | 1:05  |
| 8.        | 「Three Days Girl」             | 小袋成彬              | 小袋成彬           | 2:31  |
| 9.        | 「Down The Line」               | 小袋成彬 宇多田ヒカル | 小袋成彬           | 3:51  |
| 10.       | 「Tohji's Track (客演：Tohji)」 | Tohji                 | 小袋成彬 Tohji     | 1:37  |
| 11.       | 「Love The Past」               | 小袋成彬              | 小袋成彬           | 3:31  |
| 12.       | 「Gaia (客演：5lack)」          | 小袋成彬 5lack        | 小袋成彬 5lack     | 5:08  |
| 合計時間: | 合計時間:                       | 合計時間:             | 合計時間:          | 32:15 |